# Josef Argauer
Josef Argauer (Vienna, 15 novembre 1910 – Vienna, 10 ottobre 2004) è stato un allenatore di calcio austriaco.
È citato anche come Karl Argauer.

## Carriera
Allenò la Nazionale austriaca assieme a Josef Molzer, guidandola fino alla qualificazione ai Mondiali del 1958.